# Homo steinheimensis

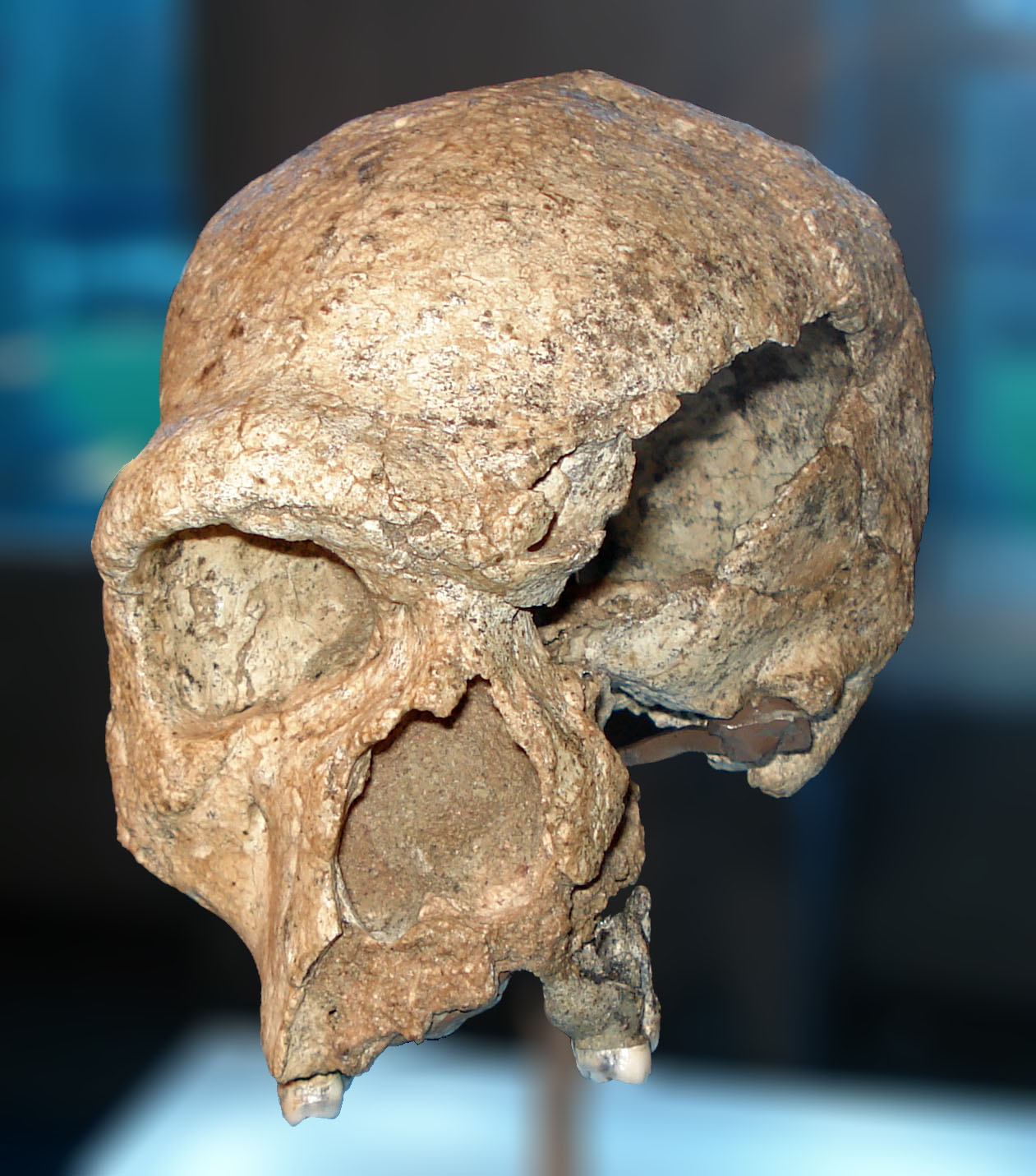
Originalskalle och holotyp av Homo steinheimensis.

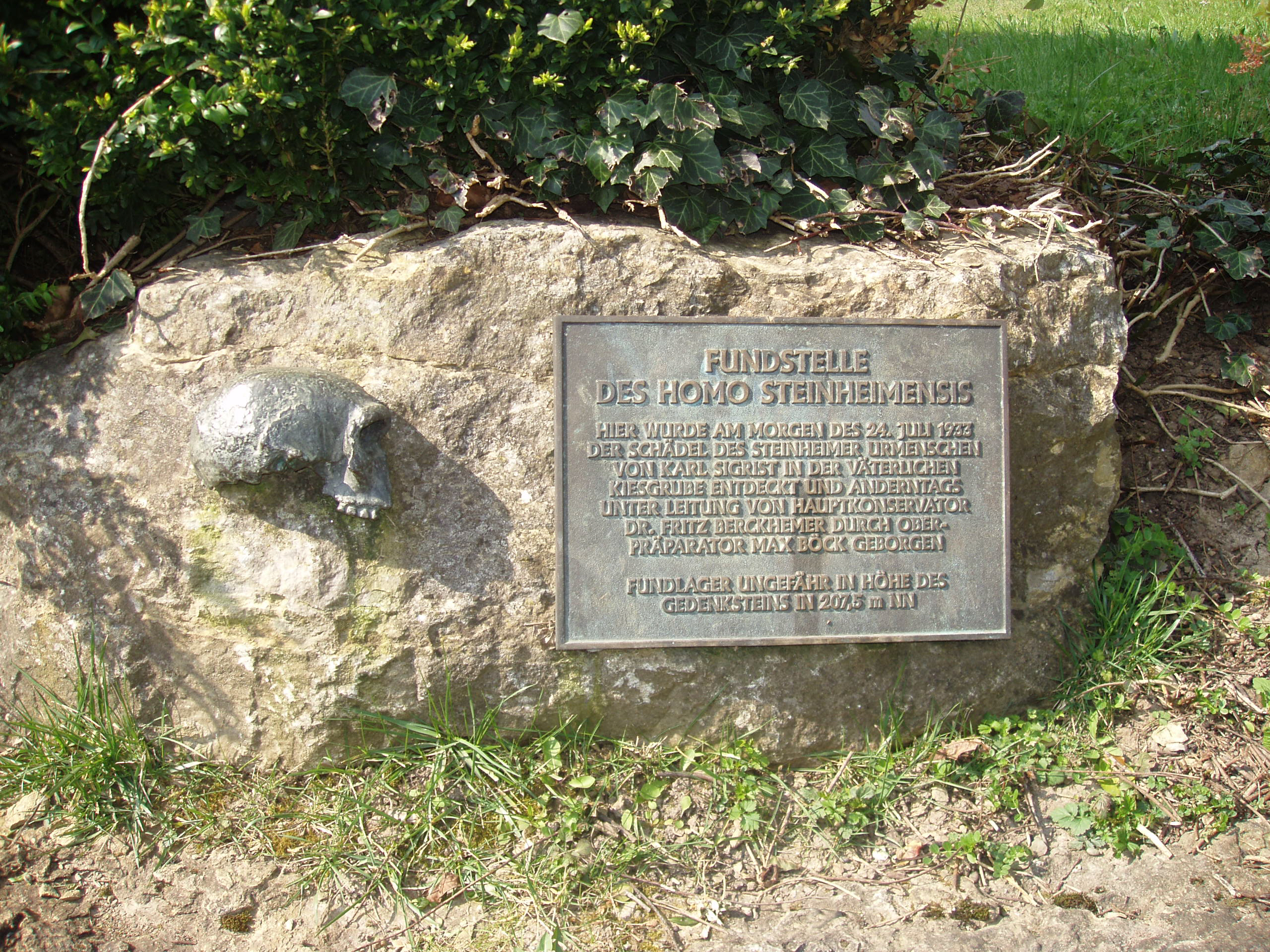
Minnesmärke vid fyndplatsen nära Steinheim an der Murr.

Homo steinheimensis var en människotyp som levde i Europa under Mindel-Riss-mellanistiden för ca 250 000 år sedan. Den är känd från en skalle som hittades nära Steinheim an der Murr i tyska delstaten Baden-Württemberg. Den kan eventuellt ha givit upphov till både nutidsmänniskan och neanderthalmänniskan. Ett liknande fossil "Swanscombemannen" upptäcktes vid Swanscombe utanför London.
Fyndet är inte godkänd som art och beteckningen som liknar ett vetenskapligt namn är bara en platshållare.

## Klassificering
Den "primitiva människan av Steinheim" är ett enskilt fynd. Beteckningen Steinheimskallen kan ses som en hänvisning till platsen för fossilet, snarare än något sätt att identifierar en viss grupp. Skallen visar egenskaperna hos både Homo heidelbergensis och neanderthalare. Därför klassificeras den av de flesta paleoantropologer som Homo heidelbergensis och tros vara en övergångsform av Homo heidelbergensis till neanderthalarna. Detta har ibland kallats "pre-Neanderthal." Innerörat hos fossilet har en utformning som skiljer sig från  neandertalmänniskan och Homo sapiens. Placeringen av båggångarna i innerörat i temporalbenet av skallbasen liknar den hos neanderthalmänniskan, medan båggångarna hos den äldre Homo erectus, ligger närmare Homo sapiens.
Fram till slutet av 1980-talet kallades fossilet ibland Homo sapiens steinheimensis. Under denna tid kallades Neanderthalarna också Homo sapiens neanderthalensis. Idag anser paleoantropologer att neanderthalmänniskan och nutidsmänniskan härstammar oberoende av varandra från en gemensam förfader, som brukar kallas Homo erectus, och därmed ses som två skilda arter: Homo neanderthalensis och Homo sapiens.

## Upptäckten
Före upptäckten av Steinheimskallen i grusgropen, hittades många arkeologiska föremål såsom ben av elefanter, noshörningar och vilda hästar. Därför var arkeologernas grävning på platsen redan iställd på eventuella skelettdelar i grusgropen. Fritz Berckhemer undersökte skallen samma dag som upptäcktes och fortfarande satt kvar i väggen. Nästa dag började han, tillsammans med Max Bock, den noggranna friläggningen. Det var tydligt, på grundval av formen och dimensionerna av skallen, att den inte härrörde från en apa, som man inledningsvis misstänkt. Det visade sig vara en mänsklig skalle från pleistocen. Skallen rengjordes, härdades och putsades så att den skulle komma välbehållna till Stuttgarts naturhistoriska museum (Museum am Löwentor).
Fyndet i Steinheim medförde inte några andra artefakter. Det fanns inga artefakter från vare sig människor eller andra skelettdelar. Det fanns heller inga verktyg såsom stenverktyg eller benredskap att upptäcka på platsen. Det kan antas emellertid att hominin skulle ha varit i stånd att skapa verktyg och att de kunnat användas för olika ändamål. Till exempel finns bevis för detta runt "Swanscombemannen" från samma tidsepok, där de fann några knytnävstora kilar från Acheuleansk verktygskultur.